# Prix British Fantasy
Le prix British Fantasy (British Fantasy award) est un prix littéraire décerné à partir de 1972 par la British Fantasy Society et récompensant des œuvres de fantasy. Attribué à des œuvres parues l'année précédente, il est également un hommage aux écrivains August Derleth et Robert Holdstock.
Le vainqueur remporte une statue en ivoire qui représente Cthulhu, créature imaginée par Lovecraft.
À partir de 2012, la catégorie du meilleur roman de fantasy, récompensée par le prix August Derleth, est séparée en deux : le meilleur roman d'horreur, récompensée par le prix August Derleth, et le meilleur roman de fantasy, récompensée par le prix Robert Holdstock.

## Palmarès

### Prix August Derleth du meilleur roman de fantasy
- 1972 : Le Chevalier des épées (The Knight of the Swords) par Michael Moorcock
- 1973 : Le Roi des épées (The King of the Swords) par Michael Moorcock
- 1974 : La Saga de Hrolf Kraki (Hrolf Kraki's Saga) par Poul Anderson
- 1975 : Le Glaive et l'Étalon (The Sword and the Stallion) par Michael Moorcock
- 1976 : Les Terres creuses (The Hollow Lands) par Michael Moorcock
- 1977 : Le Dragon et le Georges (The Dragon and the George) par Gordon R. Dickson
- 1978 : Lunes pour caméléon (A spell for chameleon) par Piers Anthony
- 1979 : Les Chroniques de Thomas l'incrédule (The Chronicles of Thomas Covenant, the Unbeliever) par Stephen R. Donaldson
- 1980 : Le Maître de la mort (Death's Master) par Tanith Lee
- 1981 : To Wake the Dead par Ramsey Campbell
- 1982 : Cujo (Cujo) par Stephen King
- 1983 : L'Épée du licteur (The Sword of the Lictor) par Gene Wolfe
- 1984 : Le Dragon flottant (Floating Dragon) par Peter Straub
- 1985 : Incarnate par Ramsey Campbell
- 1986 : The Ceremonies par Theodore Eibon Donald Klein
- 1987 : Ça (It) par Stephen King
- 1988 : La Lune affamée (The Hungry Moon) par Ramsey Campbell
- 1989 : Envoûtement (The Influence) par Ramsey Campbell
- 1990 : L'Échiquier du mal (Carrion Comfort) par Dan Simmons
- 1991 : Soleil de minuit (Midnight Sun) par Ramsey Campbell
- 1992 : Outside the Dog Museum par Jonathan Carroll
- 1993 : Sorcière, ma sœur (Dark Sister) par Graham Joyce
- 1994 : The Long Lost par Ramsey Campbell
- 1995 : Avance rapide (Only Forward) par Michael Marshall Smith
- 1996 : Requiem (Requiem) par Graham Joyce
- 1997 : L'Intercepteur de cauchemars (The Tooth Fairy) par Graham Joyce
- 1998 : Tower of the King's Daughter par Chaz Brenchley (en)
- 1999 : Sac d'os (Bag of Bones) par Stephen King
- 2000 : Indigo (Indigo) par Graham Joyce
- 2001 : Perdido Street Station (Perdido Street Station) par China Miéville
- 2002 : The Night of the Triffids par Simon Clark
- 2003 : Les Scarifiés (The Scar) par China Miéville
- 2004 : Full Dark House par Christopher Fowler
- 2005 : La Tour sombre (The Dark Tower) par Stephen King
- 2006 : Anansi Boys (Anansi Boys) par Neil Gaiman
- 2007 : Dusk par Tim Lebbon
- 2008 : The Grin of the Dark par Ramsey Campbell
- 2009 : Mémoires d'un maître faussaire (Memoirs of a Master Forger) par Graham Joyce
- 2010 : One par Conrad Williams
- 2011 : Demon Dance par Sam Stone (en)

### Prix Robert Holdstock du meilleur roman de fantasy
- 2012 : Morwenna (Among Others) par Jo Walton
- 2013 : Comme un conte (Some Kind of Fairy Tale) par Graham Joyce
- 2014 : Un étranger en Olondre (A Stranger in Olondria) par Sofia Samatar
- 2015 : Le Chant du coucou (Cuckoo Song) par Frances Hardinge
- 2016 : Déracinée (Uprooted) par Naomi Novik
- 2017 : The Tiger and the Wolf par Adrian Tchaikovsky
- 2018 : The Ninth Rain par Jen Williams (en)
- 2019 : The Bitter Twins par Jen Williams (en)
- 2020 : Les Vaisseaux d'os (The Bone Ships) par R. J. Barker (en)
- 2021 : Le Temps des sorcières (The Once and Future Witches) par Alix E. Harrow
- 2022 : Celle qui devint le soleil (She Who Became the Sun) par Shelley Parker-Chan
- 2023 : Le Pays sans lune (The Spear Cuts Through Water) par Simon Jimenez (en)
- 2024 : Talonsister par Jen Williams (en)

### Prix August Derleth du meilleur roman d'horreur
- 2012 : Le Rituel (The Ritual) par Adam Nevill
- 2013 : Derniers Jours (Last Days) par Adam Nevill
- 2014 : Les Lumineuses (The Shining Girls) par Lauren Beukes
- 2015 : Personne ne sort d'ici vivant (No One Gets Out Alive) par Adam Nevill
- 2016 : Rawblood par Catriona Ward (en)
- 2017 : Disappearance at Devil’s Rock par Paul G. Tremblay
- 2018 : Le Changelin (The Changeling) par Victor LaValle
- 2019 : Little Eve par Catriona Ward (en)
- 2020 : The Reddening par Adam Nevill
- 2021 : Mexican Gothic (Mexican Gothic) par Silvia Moreno-Garcia
- 2022 : La Dernière Maison avant les bois (The Last House on Needless Street) par Catriona Ward (en)
- 2023 : Just Like Home par Sarah Gailey (en)
- 2024 : N'aie pas peur du faucheur (Don't Fear the Reaper) par Stephen Graham Jones

### Meilleur roman court
- 2005 : Breathe par Christopher Fowler
- 2006 : The Mask Behind the Face par Stuart Young
- 2007 : Kid par Paul Finch (en)
- 2008 : The Scalding Rooms par Conrad Williams
- 2009 : The Reach of Children par Tim Lebbon
- 2010 : The Language of Dying par Sarah Pinborough
- 2011 : Humpty's Bones par Simon Clark
- 2012 : Gorel and the Pot-Bellied God par Lavie Tidhar
- 2013 : The Nine Deaths of Dr Valentine par John Llewellyn Probert
- 2014 : Beauté (Beauty) par Sarah Pinborough
- 2015 : Newspaper Heart par Stephen Volk (en)
- 2016 : The Pauper Prince and the Eucalyptus Jinn par Usman T. Malik (en)
- 2017 : La Ballade de Black Tom (The Ballad of Black Tom) par Victor LaValle
- 2018 : Passing Strange (Passing Strange) par Ellen Klages (en)
- 2019 : The Tea Master and the Detective par Aliette de Bodard
- 2020 : Ormeshadow (Ormeshadow) par Priya Sharma
- 2021 : Ring Shout : Cantique rituel (Ring Shout) par P. Djèlí Clark
- 2022 : Defekt par Nino Cipri (en)
- 2023 : The Queen of the High Fields par Rhiannon A. Grist
- 2024 : The Last Dragoners of Bowbazar par Indra Das (en)

### Meilleure nouvelle courte
- 1973 : The Fallible Fiend par Lyon Sprague de Camp
- 1974 : Les Yeux de l'homme de jade (The Jade Man’s Eyes) par Michael Moorcock
- 1975 : Les Bâtons (Sticks) par Karl Edward Wagner
- 1976 : The Second Book of Fritz Leiber par Fritz Lieber
- 1977 : Deux Soleils couchants (Two Suns Setting) par Karl Edward Wagner
- 1978 : In the Bag par Ramsey Campbell
- 1979 : Jeffty, cinq ans (Jeffty is Five) par Harlan Ellison
- 1980 : Le Fondeur de boutons (The Button Molder) par Fritz Leiber
- 1981 : The Stains par Robert Aickman
- 1982 : Le Sombre Pays (The Dark Country) par Dennis Etchison
- 1983 : La Méthode respiratoire (''The Breathing Method) par Stephen King
- 1984 : Neither Brute Nor Human par Karl Edward Wagner
- 1985 : Dans les collines, les cités (In the Hills, the Cities) par Clive Barker
- 1986 : Lieux interdits (The Forbidden) par Clive Barker
- 1987 : Le Coureur olympique (The Olympic Runner) par Dennis Etchison
- 1988 : La Maison près du bayou (Leaks) par Steve Rasnic Tem
- 1989 : Fermentation (Fruiting Bodies) par Brian Lumley
- 1990 : On The Far Side Of The Desert With Dead Folk par Joe Lansdale
- 1991 : L'Homme qui dessinait des chats (The Man Who Drew Cats) par Michael Marshall Smith

### Meilleure fiction courte
- 1992 : The Dark Land par Michael Marshall Smith
- 1993 : Night Shift Sister par Nicholas Royle (en)
- 1994 : The Dog Park par Dennis Etchison
- 1995 : La Tentation du Dr Stein (The Temptation of Dr Stein) par Paul J. McAuley
- 1996 : À suivre (More Tomorrow) par Michael Marshall Smith
- 1997 : Dancing About Architecture par Martin Simpson
- 1998 : Wageslaves par Christopher Fowler
- 1999 : La Chanson que chantait ma sœur (The Song My Sister Sang) par Stephen Laws
- 2000 : White par Tim Lebbon
- 2001 : Naming of Parts par Tim Lebbon
- 2002 : Goblin City Lights par Simon Clark
- 2003 : The Fairy Feller's Master Stroke par Mark Chadbourn (en)
- 2004 : American Waitress par Christopher Fowler
- 2005 : Black Static par Paul Meloy (en)
- 2006 : Dernier Cri (Best New Horror) par Joe Hill
- 2007 : Whisper Lane par Mark Chadbourn (en)
- 2008 : My Stone Desire par Joel Lane (en)
- 2009 : Do You See par Sarah Pinborough
- 2010 : What Happens When You Wake Up in the Night par Michael Marshall Smith
- 2011 : Fool's Gold par Sam Stone (en)
- 2012 : The Coffin-Maker’s Daughter par Angela Slatter (en)
- 2013 : Shark! Shark! par Ray Cluley
- 2014 : Signs of the Times par Carole Johnstone (en)
- 2015 : La Place d'une femme (A Woman’s Place) par Emma Newman
- 2016 : Des bêtes fabuleuses (Fabulous Beasts) par Priya Sharma
- 2017 : White Rabbit par Georgina Bruce (en)
- 2018 : Looking for Laika par Laura Mauro
- 2019 : Down Where Sound Comes Blunt par G. V. Anderson
- 2020 : The Pain-Eater’s Daughter par Laura Mauro
- 2021 : Infinite Tea in the Demara Café par Ida Keogh
- 2022 : Bathymetry par Lorraine Wilson
- 2023 : The Tails That Make You  par Eliza Chan
- 2024 : The Brazen Head of Westinghouse par Tim Major

### Meilleur recueil de nouvelles ou anthologie
- 1991 : Best New Horror par Stephen Jones (en) et Ramsey Campbell (éds.)
- 1992 : Darklands par Nicholas Royle (en) (éd.)
- 1993 : Darklands 2 par Nicholas Royle (en) (éd.)
- 1994 : Dark Voices 5 par David Sutton et Stephen Jones (en) (éds.)
- 1995 : The Earthwire & Other Stories par Joel Lane (en)
- 1996 : Last Rites and Resurrections: Stories from The Third Alternative par Andy Cox (éd.)
- 1997 : The Nightmare Factory par Thomas Ligotti
- 1998 : Dark Terrors 3: the Gollancz Book of Horror par Stephen Jones (en) et David Sutton (éds.)

### Meilleur recueil de nouvelles
- 1999 : Ghosts and Grisly Things par Ramsey Campbell
- 2000 : Lonesome Roads par Peter Crowther (en)
- 2001 : Where the Bodies Are Buried par Kim Newman
- 2002 : Aftershocks par Paul Finch (en)
- 2003 : Probably: On Horror and Sundry Fantasies par Ramsey Campbell
- 2004 : Told By the Dead par Ramsey Campbell
- 2005 : Out of His Mind par Stephen Gallagher (en)
- 2006 : Fantômes - Histoires troubles (20th Century Ghosts) par Joe Hill
- 2007 : Des choses fragiles (Fragile Things) par Neil Gaiman
- 2008 : Old Devil Moon par Christopher Fowler
- 2009 : Bull Running for Girls par Allyson Bird
- 2010 : Love Songs for the Shy and Cynical par Robert Shearman (en)
- 2011 : Nuit noire, étoiles mortes (Full Dark, No Stars) par Stephen King
- 2012 : Everyone’s Just So, So Special par Robert Shearman (en)
- 2013 : Remember Why You Fear Me par Robert Shearman (en)
- 2014 : Monsters in the Heart par Stephen Volk (en)
- 2015 : Nick Nightmare Investigates par Adrian Cole (en)
- 2016 : Ghost Summer: Stories par Tananarive Due
- 2017 : Some Will Not Sleep par Adam Nevill
- 2018 : Drôle de temps (Strange Weather) par Joe Hill
- 2019 : All the Fabulous Beasts par Priya Sharma
- 2020 : Sing Your Sadness Deep par Laura Mauro
- 2021 : The Watcher in the Woods par Charlotte Bond
- 2022 : Never Have I Ever par Isabel Yap
- 2023 : Under the Moon par E. M. Faulds
- 2024 : Jackal, Jackal par Tobi Ogundiran

### Meilleure anthologie
- 1999 : Dark Terrors 4 par Stephen Jones (en) et David Sutton (éds.)
- 2000 : The Mammoth Book of Best New Horror: Volume Ten par Stephen Jones (en) (éd.)
- 2001 : Hideous Progeny par Brian Willis (éd.)
- 2002 : The Mammoth Book of Best New Horror: Volume Twelve par Stephen Jones (en) (éd.)
- 2003 : Keep Out the Night par Stephen Jones (en) (éd.)
- 2004 : The Mammoth Book of Best New Horror: Volume Fourteen par Stephen Jones (en) (éd.)
- 2005 : The Alsiso Project par Andrew Hook (éd.)
- 2006 : The Elastic Books of Numbers par Allen Ashley
- 2007 : Extended Play: The Elastic Book of Music par Gary Couzens (éd.)
- 2008 : The Mammoth Book of Best New Horror: Volume Eighteen par Stephen Jones (en) (éd.)
- 2009 : The Mammoth Book of Best New Horror: Volume Nineteen par Stephen Jones (en) (éd.)
- 2010 : The Mammoth Book of Best New Horror: 20 par Stephen Jones (en) (éd.)
- 2011 : Back from the Dead: The Legacy of the Pan Book of Horror Stories par Johnny Mains (éd.)
- 2012 : The Weird par Ann VanderMeer (en) et Jeff VanderMeer (éds.)
- 2013 : Magic: An Anthology of the Esoteric and Arcane par Jonathan Oliver (en) (éd.)
- 2014 : End of the Road par Jonathan Oliver (en) (éd.)
- 2015 : Lightspeed: Women Destroy Science Fiction Special Issue par Christie Yant (éd.)
- 2016 : The Doll Collection par Ellen Datlow (éd.)
- 2017 : People of Colo(u)r Destroy Science Fiction par Nalo Hopkinson et Kristine Ong Muslim (éds.)
- 2018 : New Fears par Mark Morris (en) (éd.)
- 2019 : Year’s Best Weird Fiction, Vol. 5 par Robert Shearman (en) et Michael Kelly (éds.)
- 2020 : New Suns: Original Speculative Fiction for People of Color par Nisi Shawl (éd.)
- 2021 : Dominion: An Anthology of Speculative Fiction from Africa and the African Diaspora par Zelda Knight et Oghenechovwe Donald Ekpeki (en) (éds.)
- 2022 : Sinopticon: A Celebration of Chinese Science Fiction par Xueting Christine Ni (éd.)
- 2023 : Someone in Time par Jonathan Strahan (en) (éd.)
- 2024 : Out There Screaming par Jordan Peele et John Joseph Adams (éds.)

### Meilleure œuvre non-fictive
- 2007 : Cinema Macabre par Mark Morris (en)
- 2008 : Whispers of Wickedness par Peter Tennant (en)
- 2009 : Basil Copper: A Life in Books par Stephen Jones (en) (éd.)
- 2010 : Ansible Link par David Langford
- 2011 : Altered Visions: The Art of Vincent Chong
- 2012 : Supergods par Grant Morrison
- 2013 : Pornokitschpar par Anne C. Perry et Jared Shurin (éds.)
- 2014 : Speculative Fiction 2012 par Justin Landon et Jared Shurin (éds.)
- 2015 : Letters to Arkham: The Letters of Ramsey Campbell and August Derleth, 1961–1971 par S. T. Joshi
- 2016 : Letters to Tiptree par Alexandra Pierce et Alisa Krasnostein (éds.)
- 2017 : The Geek Feminist Revolution par Kameron Hurley
- 2018 : Gender Identity and Sexuality in Science Fiction and Fantasy par Francesca T. Barbini (éd.)
- 2019 : The Evolution of African Fantasy and Science Fiction par Francesca T. Barbini (éd.)
- 2020 : The Dark Fantastic: Race and the Imagination from Harry Potter to the Hunger Games par Ebony Elizabeth Thomas
- 2021 : Women Make Horror: Filmmaking, Feminism, Genre par Alison Peirse (éd.)
- 2022 : Writing the Uncanny par Dan Coxon et Richard V. Hirst (éds.)
- 2023 : An Earnest Blackness par Eugen Bacon (en)
- 2024 : Writing the Future par Dan Coxon et Richard V. Hirst (éds.)

### Meilleure édition indépendante
- 1977 : Anduril par John Martin
- 1978 : Fantasy Tales 1 par Stephen Jones (en) et David Sutton
- 1979 : Fantasy Tales 2 par Stephen Jones (en) et David Sutton
- 1980 : Fantasy Tales 3 par Stephen Jones (en) et David Sutton
- 1981 : Airgedlamh par Dave McFerran, Stephen Jones (en) et David Sutton
- 1982 : Fantasy Tales par Stephen Jones (en) et David Sutton
- 1983 : Fantasy Tales par Stephen Jones (en) et David Sutton
- 1984 : Ghosts & Scholars par Rosemary Pardoe
- 1985 : Whispers par Stuart David Schiff
- 1986 : Fantasy Tales par Stephen Jones (en) et David Sutton
- 1987 : Fantasy Tales par Stephen Jones (en) et David Sutton
- 1988 : Dagon par Carl Ford
- 1989 : Dagon par Carl Ford
- 1990 : Dagon par Carl Ford
- 1991 : Dark Dreams'' par David Cowperthwaite et Jeff Dempsey
- 1992 : Peeping Tom par Dave Bell et Stuart Hughes, artiste : Jim Pitts
- 1993 : Peeping Tom par Dave Bell et Stuart Hughes
- 1994 : Dementia 13 par Pam Creais
- 1995 : Necrofile par Stefan Dziemianowicz, S. T. Joshi et Michael A. Morrison
- 1996 : The Third Alternative par Andy Cox
- 1997 : H.P. Lovecraft: a Life par S. T. Joshi
- 1998 : Interzone par David Pringle
- 1999 : The Third Alternative par Andy Cox
- 2000 : Razorblade Press par Darren Floyd
- 2001 : Telos Publishing par Peter Crowther (en)
- 2002 : Telos Publishing par Peter Crowther (en)
- 2003 : Telos Publishing par Peter Crowther (en)
- 2004 : Telos Publishing par Peter Crowther (en)
- 2005 : Elastic Press par Andrew Hook
- 2006 : Telos Publishing par Peter Crowther (en)
- 2007 : Telos Publishing par Peter Crowther (en)
- 2008 : Telos Publishing par Peter Crowther (en)
- 2009 : Elastic Press par Andrew Hook
- 2010 : Telos Publishing par David How
- 2011 : Telos Publishing
- 2012 : Chomu Press
- 2013 : ChiZine Publications
- 2014 : The Alchemy Press par Peter Coleborn
- 2015 : Fox Spirit Books
- 2016 : Angry Robot par Marc Gascoigne (en)
- 2017 : Grimbold
- 2018 : Unsung Stories
- 2019 : Unsung Stories
- 2020 : Rebellion
- 2021 : Luna
- 2022 : Luna
- 2023 : Luna
- 2024 : Flame Tree Press

### Meilleur magazine
- 2009 : Postscripts par Peter Crowther (en) et Nick Gevers (en) (éds.)
- 2010 : Murky Depths par Terry Martin (en) (éd.)
- 2011 : Black Static par Andy Cox (éd.)
- 2012 : Black Static par Andy Cox (éd.)
- 2013 : Interzone par Andy Cox (éd.)
- 2014 : Clarkesworld par Neil Clarke (en), Sean Wallace (en) et Kate Baker (éds.)
- 2015 : Holdfast Magazine par Laurel Sills et Lucy Smee (éds.)
- 2016 : Beneath Ceasless Skies
- 2017 : Tor.com
- 2018 : Shoreline of Infinity
- 2019 : Uncanny
- 2020 : Fiyah
- 2021 : Strange Horizons
- 2022 : Apex
- 2023 : Interzone
- 2024 : Shoreline of Infinity

### Meilleur film
- 1973 : Histoires d'outre-tombe
- 1974 : La Maison des damnés
- 1975 : L'Exorciste
- 1976 : Monty Python : Sacré Graal !
- 1977 : La Malédiction
- 1978 : Carrie au bal du diable
- 1979 : Rencontres du troisième type
- 1980 : Alien
- 1981 : Star Wars, épisode V : L'Empire contre-attaque
- 1982 : Les Aventuriers de l'arche perdue
- 1983 : Blade Runner
- 1984 : Vidéodrome
- 1985 : SOS Fantômes
- 1986 : Les Griffes de la nuit
- 1987 : Aliens, le retour
- 1988 : Le Pacte
- 1989 : Beetlejuice
- 1990 : Indiana Jones et la Dernière Croisade
- 2009 : The Dark Knight : Le Chevalier noir
- 2011 : Inception

### Meilleur scénario
- 2012 : Minuit à Paris par Woody Allen
- 2013 : La Cabane dans les bois par Joss Whedon et Drew Goddard

### Meilleur téléfilm ou série
- 2009 : Doctor Who
- 2011 : Sherlock

### Meilleur film ou épisode de série
- 2014 : Les Pluies de Castamere, neuvième épisode de la troisième saison de Game of Thrones écrit par David Benioff et D. B. Weiss et réalisé par David Nutter
- 2015 : Les Gardiens de la Galaxie écrit par James Gunn et Nicole Perlman, réalisé par James Gunn
- 2016 : Jonathan Strange & Mr Norrell écrit par Peter Harness (en)
- 2017 : Premier Contact écrit par Eric Heisserer et réalisé par Denis Villeneuve
- 2018 : Get Out écrit et réalisé par Jordan Peele
- 2019 : Spider-Man: New Generation écrit par Phil Lord et Rodney Rothman et réalise par Peter Ramsey, Bob Persichetti et Rodney Rothman
- 2020 : Us écrit et réalisé par Jordan Peele
- 2021 : l'épisode Les Innocents (What I Know) de la deuxième saison de The Boys
- 2022 : Last Night in Soho écrit par Edgar Wright et Krysty Wilson-Cairns, réalisé par Edgar Wright

### Meilleur travail d'artiste
- 1977 : The Sacrifice par Michael William Kaluta
- 1979 : la couverture du magazine The Amazing Princess and Her Pet par Boris Vallejo

### Meilleur artiste
- 1980 : Stephen Fabian (en)
- 1981 : Dave Carson (en)
- 1982 : Dave Carson (en)
- 1983 : Dave Carson (en)
- 1984 : Rowena Morrill
- 1985 : Stephen Fabian (en)
- 1986 : J. K. Potter
- 1987 : J. K. Potter
- 1988 : J. K. Potter
- 1989 : Dave Carson (en)
- 1990 : Dave Carson (en)
- 1991 : Les Edwards
- 1992 : Jim Pitts
- 1993 : Jim Pitts
- 1994 : Les Edwards
- 1995 : Martin McKenna (en)
- 1996 : Josh Kirby
- 1997 : Jim Burns
- 1998 : Jim Burns
- 1999 : Bob Covington
- 2000 : Les Edwards
- 2001 : Jim Burns
- 2002 : Jim Burns
- 2003 : Les Edwards
- 2004 : Les Edwards
- 2005 : Les Edwards
- 2006 : Les Edwards
- 2007 : Vincent Chong
- 2008 : Vincent Chong
- 2009 : Vincent Chong
- 2010 : Vincent Chong
- 2011 : Vincent Chong
- 2012 : Daniele Serra
- 2013 : Sean Phillips
- 2014 : Joey Hi-Fi
- 2015 : Karla Ortiz
- 2016 : Julie Dillon (en)
- 2017 : Daniele Serra
- 2018 : Jeffrey Alan Love
- 2019 : Vince Haig
- 2020 : Ben Baldwin
- 2021 : Daniele Serra
- 2022 : Jenni Coutts
- 2023 : Vince Haig
- 2024 : Asya Yordonova

### Meilleur comics ou roman graphique
- 1977 : Howard the Duck 3
- 1979 : The Scarlet Citadel par Roy Thomas et Frank Brunner
- 1980 : Métal hurlant (Heavy Metal)
- 2010 : Batman : qu'est-il arrivé au chevalier noir ? (Whatever Happened to the Caped Crusader?) par Neil Gaiman et Andy Kubert
- 2011 : At the Mountains of Madness par Ian Culbard
- 2012 : Locke and Key par Joe Hill et Gabriel Rodriguez
- 2013 : Saga par Brian K. Vaughan et Fiona Staples
- 2014 : Demeter par Becky Cloonan
- 2015 : Through the Woods par Emily Carroll
- 2016 : Bitch Planet (#2-5) par Kelly Sue DeConnick, Valentine De Landro, Robert Wilson IV et Cris Peter
- 2017 : Monstress, Volume 1 : L'Éveil (Monstress, Volume 1: Awakening) par Marjorie Liu et Sana Takeda
- 2018 : Monstress, Volume 2 : La Quête (Monstress, Volume 2: The Blood) par Marjorie Liu et Sana Takeda
- 2019 : Widdershins, Vol. 7: Curtain Call par Kate Ashwin
- 2020 : Die, volume 1 : Mortelle Fantasy (Die, Volume 1: Fantasy Heartbreaker) par Kieron Gillen et Stephanie Hans (en)
- 2021 : Die, volume 2 : Scission (Die, Volume 2: Split the Party) par Kieron Gillen et Stephanie Hans (en)
- 2022 : La Fille de la mer (The Girl from the Sea) par Molly Knox Ostertag

### Meilleure œuvre audio
- 2018 : Anansi Boys par Neil Gaiman, adapté par Dirk Maggs (en) pour BBC Radio 4
- 2019 : Breaking the Glass Slipper Podcast
- 2020 : PodCastle (en)
- 2021 : The Magnus Archives
- 2022 : Monstrous Agonies par H. R. Owen
- 2023 : The Stranger Times par C. K. McDonnell
- 2024 : The Tiny Bookcase par Nico Rogers et Ben Holroyd-Dell

### Prix Sydney J. Bounds du meilleur nouvel auteur
- 2007 : Joe Hill
- 2008 : Scott Lynch
- 2008 : Joseph D'Lacey (en) pour Meat
- 2010 : Kari Sperring pour Living With Ghosts
- 2011 : Robert Jackson Bennett pour Mr. Shivers (Mr. Shivers)
- 2012 : Kameron Hurley pour God's War
- 2013 : Helen Marshall pour Hair Side, Flesh Side
- 2014 : Ann Leckie pour La Justice de l'ancillaire (Ancillary Justice)
- 2015 : Sarah Lotz (en) pour The Three
- 2016 : Zen Cho (en) pour Sorcerer to the Crown
- 2017 : Erika L. Satifka pour Stay Crazy
- 2018 : Jeannette Ng pour Under the Pendulum Sun
- 2019 : Tasha Suri pour Empire of Sand
- 2020 : Ta-Nehisi Coates pour La Danse de l'eau (The Water Dancer)
- 2021 : Kathleen Jennings pour Envol (Flyaway)
- 2022 : Shelley Parker-Chan pour Celle qui devint le soleil (She Who Became the Sun)
- 2023 : Hiron Ennes pour Leech
- 2024 : Teika Marija Smits pour Umbilical et Waterlore

### Prix Icarus
- 1988 : Carl Ford
- 1989 : John Gilbert
- 1994 : Poppy Z. Brite
- 1991 : Michael Marshall Smith
- 1992 : Melanie Tem (en)
- 1993 : Conrad Williams
- 1995 : Maggie Furey

### Prix Karl Edward Wagner (prix spécial)
- 1997 : Jo Fletcher
- 1998 : D. F. Lewis
- 1999 : Diana Wynne Jones
- 2000 : Anne McCaffrey
- 2001 : Peter Haining
- 2003 : Alan Garner (en)
- 2004 : Peter Jackson pour Le Seigneur des anneaux
- 2005 : Nigel Kneale
- 2006 : Stephen Jones (en)
- 2007 : Ellen Datlow
- 2008 : Ray Harryhausen
- 2010 : Robert Holdstock
- 2011 : Terry Pratchett
- 2013 : Iain Banks
- 2014 : Farah Mendlesohn (en)
- 2015 : Juliet E. McKenna (en)
- 2016 : FantasyCon Redshirts, Past and Present
- 2017 : Jan Edwards
- 2018 : N. K. Jemisin
- 2019 : Ian Whates (en)
- 2020 : Craig Lockley
- 2021 : Alasdair Stuart
- 2022 : Maureen Kincaid Speller
- 2024 : Ramsey Campbell

### Prix spécial
- 1981 : Stephen King
- 1983 : Karl Edward Wagner
- 1985 : Manly Wade Wellman
- 1986 : Les Flood
- 1987 : Charles L. Grant
- 1989 : Ronald Chetwynd-Hayes (en)
- 1990 : Peter Coleborn
- 1992 : Andrew I. Porter (en)
- 1993 : Michael Moorcock
- 1994 : Dave Sutton
- 1995 : John Jarrold
- 1996 : Mike O'Driscoll et Steve Lockley, pour Welcome to My Nightmare